# Thelotrema crespoae
Thelotrema crespoae är en lavart som beskrevs av Mangold, Elix & Lumbsch. Thelotrema crespoae ingår i släktet Thelotrema och familjen Graphidaceae.   Inga underarter finns listade i Catalogue of Life.